# Еліс Вінн
Еліс Мері Фелісіті Вінн (англ. Alice Winn; нар. 20 грудня 1992) — ірландська та американська письменниця та сценаристка, яка народилася у Франції та здобула освіту в Англії. Вона здобула премію Waterstones Debut Fiction Prize 2023 за роман «Пам'яті…».

## Молодість та освіта
Вінн народилася і виросла в Парижі в сім'ї ірландців та американців. Вона має ірландське громадянство. У неї дислексія, і вона не могла навчитися читати до дев’яти років. Здобула освіту в коледжі Мальборо в Англії. Закінчила коледж Святого Петра в Оксфорді за спеціальністю англійська література. Вона розповіла, що «слабко розуміє» свою ідентичність.

## Кар'єра
Після закінчення університету Вінн поставила собі за мету писати «роман на рік, доки я не напишу хороший роман». Перш ніж написати «Пам'яті…», Вінн написала три неопубліковані романи, працювала над сценаріями та навчала дітей, які навчалися вдома.
2019 року Вінн почала писати роман «Пам'яті…» після того, як прочитала студентські газети, опубліковані в 1913–1919 роках у її alma mater, коледжі Мальборо. Головні герої, Ґонт і Еллвуд, були натхненні її читанням про Роберта Ґрейвса та Зіґфріда Сассуна відповідно.

## Особисте життя
Вінн мешкає у Брукліні. Її чоловік, Кріс Тернер, британський комік, у них є спільна дочка.

## Нагороди та відзнаки
2023 року Вінн здобула премію Waterstones Debut Fiction Prize за роман «Пам'яті…». Книжка також була номінована на «Книгу року Waterstones»  2023 року та перемогла у номінації «Роман року Waterstones». У жовтні 2024 року німецький переклад (Durch das große Feuer) отримав нагороду молодіжного журі Німецької молодіжної літературної премії на Франкфуртському книжковому ярмарку.

## Переклади українською
2024 року у видавництві #книголав вийшов український переклад роману «Пам'яті…». Перекладачка — Анастасія Плахотня.

## Публікації
- In Memoriam. Alfred A. Knopf. 2023. ISBN 9780593534564.